# C++Builder
C++Builder es un entorno de desarrollo rápido de aplicaciones en lenguaje C++ para Windows inicialmente propiedad de la empresa Borland, y actualmente de la empresa Embarcadero Technologies, quien compró de Borland la división Codegear encargada del producto. Codegear inicialmente se denominaba DTG='Developer Tools Group' hasta que adquirió el nombre oficial CodeGear previo a la venta.
C++Builder combina la biblioteca Visual Component Library y el IDE escrito en Delphi con un compilador de C++. El ciclo de lanzamiento es anual. Incluye herramientas que permiten desarrollo visual de arrastrar-y-soltar componentes sobre la aplicación e incorpora constructor de interfaz gráfica WYSIWYG en su IDE.

## Historia
| Año             | Versión                    |
| --------------- | -------------------------- |
| 1997            | 1                          |
| 1998            | 3                          |
| 1999            | 4 (publicado como Inprise) |
| 2000            | 5                          |
| 2002            | 6                          |
| 2003            | X                          |
| 2005            | 2006 (10)                  |
| 2007            | 2007 (11)                  |
| Ago. 2008       | 2009 (12)                  |
| 24 de ago. 2009 | 2010 (14)                  |
| 30 de ago. 2010 | XE (15)                    |
| 31 de ago. 2011 | XE2 (16)                   |
| 4 de sept. 2012 | XE3 (17)                   |
| 2013            | XE3 (18)                   |

Lanzado en 1997, después de Delphi, y con un entorno similar a éste. Muchos componentes de Delphi pueden utilizarse en C++. En 1999 Borland anunció la versión 4.0; poco tiempo después anunció que Borland C++ sería discontinuado en favor del C++Builder.
En 2000 salió publicada la versión 5.0 y en 2002 la versión 6.0. Para aquella época las versiones de C++Builder salían un año o un poco más de su contraparte Delphi.
En 2003 Borland publica C++BuilderX (CBX), que usaba el entorno de desarrollo (Galileo) de un producto hermano: JBuilder y tenía poca similitud con C++Builder o Delphi, pues proponía como framework a wxWindows (en lugar de OWL, OWLNext o VCL). Este producto estaba dirigido a grandes organizaciones y no tuvo mucha aceptación. Al final del 2004 Borland anunció que continuaría desarrollando el C++Builder e incluirlo junto con la suite de desarrollo de Delphi development suite, abandonando el C++BuilderX.
Cerca de un año después del anuncio Borland publicó 'Borland Developer Studio 2006' que incluía el Borland C++Builder 2006 que proveía un administrador de configuración mejorado y varias correcciones. Borland Developer Studio 2006 es un paquete que incluida Delphi, C++Builder, y C#Builder.
En 2006 Borland's Developer Tools Group, la división encargada del C++Builder, fue transformada en una organización independiente (subsidiaria) denominada CodeGear.
En 2007 Borland publicó C++Builder 2007, proveyendo completo soporte para la API de Microsoft Vista, soporte mejorado a ANSI C++, y hasta 500% mejor rendimiento en el proceso de compilación desde el IDE, soporte para MSBuild, arquitectura de base de datos DBX4, "VCL for the Web" que permite el desarrollo visual de aplicaciones AJAX, y la biblioteca OWLNext. El soporte de la API de Microsoft Vista incluye aplicaciones 'temadas' y soporte a la interfaz Aero y Vista Desktop. CodeGear RAD Studio 2007 incorporó C++Builder 2007 y Delphi. También en 2007 Borland revivió la línea "Turbo" y lanzó dos ediciones "Turbo" de C++Builder: Turbo C++ Professional, y Turbo C++ Explorer (no disponible actualmente de CodeGear), basado en Borland C++Builder 2006.
En 2008 CodeGear fue adquirida por Embarcadero Technologies, quien continuó el desarrollo. C++Builder 2009 fue publicado en agosto del 2008, las características agregadas más importantes fueron el soporte completo a Unicode tanto en la VCL como en la RTL, adopción anticipada del estándar C++0x, soporte al ITE (Entorno de Traducción Integrado), componentes Ribbon y la inclusión de la biblioteca Boost.
C++Builder 2010 fue publicado en agosto del 2009, fue el primer entorno de desarrollo que incluyó soporte a Windows 7, permitiendo desarrollar aplicaciones que soportan la interfaz 'Multitouch'. CodeGear ha anunciado sus planes de desarrollo que incluirían soporte a OSX y Linux.

### Historial de versiones de Borland C++
- Borland C++ 2.0 - (1991, MS-DOS)
- Borland C++ 3.0 - (1991) Soporte para aplicaciones de Microsoft Windows
- Borland C++ 3.1 - (1992) Introducción de IDE basada en Windows (OWL 1.0, Turbovision 1.0)
- Borland C++ 4.0 - (1993, Windows 3.x) Fin de soporte para IDE de MS-DOS, incluye OWL 2.0.
- Borland C++ 1.0 - (1992, OS/2)
- Borland C++ 1.5 - (?, OS/2)
- Borland C++ 2.0 - (1993, OS/2) Soporte para 2.1 y Warp 3. OWL 2.0. Incluye el set IBM SMART para migración de aplicaciones de Windows a OS2.
- Borland C++ 4.01
- Borland C++ 4.02 - (1994)
- Borland C++ 4.5
- Borland C++ 4.51
- Borland C++ 4.52 - (1995) Soporte oficial para Windows 95, OWL 2.5
- Borland C++ 4.53
- Borland C++ 5.0 - (1996, Windows 95) Lanzada en marzo de 1996. Funciona en Windows 95 y Windows NT 3.51. No soporta (oficialmente) Windows NT 4.0 (el cual aún estaba en desarrollo). Permite producir binarios para programas Win32, Win16 o DOS.
- Borland C++ 5.01
- Borland C++ 5.02 - (1997) Última versión independiente de la IDE Borland C++ (reemplazado con C++Builder), última versión con soporte para MS-DOS (real-mode). Windows NT 4.0 soportado oficialmente.
- Borland C++ Builder 4.0 + Borland C++ 5.02 - (1999) Combinación con C++Builder para facilitar la migración.
- Borland C++ 5.5 - Herramienta de línea de comandos (sin IDE). Aún disponible gratuitamente en el sitio web Archivado el 25 de marzo de 2011 en Wayback Machine. de Embarcadero.

### Nombres usados
C++Builder ha usado los siguientes a lo largo de su desarrollo:
Turbo C++ → Borland C++ → Borland C++Builder → CodeGear C++Builder → Embarcadero C++Builder